# Чириков, Лука Степанович
Лука Степанович Чириков (? — 20 (31) марта 1715) — российский военачальник и административный деятель начала XVIII века, генерал-адъютант генерал-фельдмаршала графа Б. П. Шереметева, товарищ Лифляндского губернатора барона Г. И. Левенвольде, генерал-майор, обер-штер-кригс-комиссар, товарищ генерал-пленипотенциар-кригс-комиссара князя Я. Ф. Долгорукова.
Представитель калужской ветви древнего дворянского рода Чириковых. Младший из трёх сыновей (Андрей, Григорий, Лука) калужского помещика, стряпчего (по сказке 1653 за ним в поместье 13 крестьянских и бобыльских дворов, вотчины нет), затем стольника Степана Киприановича Чирикова, за участие в русско-польской войне 1654—1667, Чигиринских походах 1677—1678 и Троицком походе 1682 годов, в 1683 году пожалованного вотчинами в Калужском уезде; в Боярской книге 1658 года за ним поместный оклад с придачами 630 чети, денежный оклад 30 руб.; в Боярской книге 1667 года, записи в которой велись до 1677, «ему ж для объявления государя царевича 176-го году придачи 100 чети, денег 12 рублев. Ему ж за севскую службу и за ранней белевский приезд 176-го и 177-го году 100 чети, 10 рублев». Внук Киприана, прозвищем Назим, Ивановича Чирикова, вступившего в службу апреле в 1596, и поверстанного поместным окладом 150 четвертей в Ярославском уезде. Правнук Ивана Семёновича Чирикова, сына Семёна Власьевича Чирикова и внука Власия Фёдоровича Чирикова, служившего боярином князя Андрея Васильевича Угличского, участника стояния на р. Угре, после которого великим князем Московским Иваном III Васильевичем сосланного в г. Муром, где и умер.

## Биография
Службу начал стольником царицы Прасковьи Фёдоровны (1686—1692). Участник кампаний русско-турецкой войны 1686—1700: есаулом стольников участвовал во втором (1696) и третьем (1697) Азовских походах, в составе армии воеводы, боярина А. С. Шеина. Затем из числа стольников назначен дворянином посольства ближнего окольничего А. А. Матвеева в Гааге (27.04.1699 — 1701), и в той должности показан 6.09.1699 г. в Голландии.
Участник основных кампаний Северной войны: из московских царедворцев в начале января 1704 года назначен во второй Лифляндский поход адъютантом, затем произведен генерал-адъютантом (30.01.1704) при генерал-фельдмаршале графе Б. П. Шереметеве, и, в том же — 1704 г., участвовал в осаде и штурме крепостей Дерпта и Нарвы, закончившихся победой русской армии. В той же должности и в том же звании участвовал во втором Курляндском походе армии Шереметева (1705—1706): был в сражении при Мур-Мызе (Гемауертгофе; 15.07.1705), затем на квартирах в местечке Биржи (Биржен, Биржай; Курляндия), затем при осаде и штурме Бауска (Мариенланда) и Митавы (август-сентябрь 1705); в том же — 1705 г., в звании и должности комиссара командировался с денежной казной в Смоленск. В кампанию 1708 года действовал в Литве и Белоруссии, отражая наступление армии Карла XII на Москву. В чине майора светлейшим князем А. Д. Меншиковым 18 июня 1708 года послан с командой для удержания переправ под Березину Сапежинскую (по берегу р. Березины), где умело разрушал мосты и делал засеки на пути движения армии Карла XII. В кампанию 1709 года в составе армии Петра I действовал на Левобережной Украине, участник сражения под Полтавой, за отличие из генерал-адъютантов ранга армии майора ген.-фельдмаршала графа Б. П. Шереметева пожалован чином армии бригадира, с оставлением в должности (7.08.1709). В том же — 1709 г., после победы под Полтавой, с армией Шереметева был в Лифляндском походе для осады и штурма Риги; после отвода в декабре 1709 года основной части войск из-под Риги на зимние квартиры в Курляндию и Литву, послан в состав оставшегося рижского осадного корпуса генерала князя А. И. Репнина, и с 12 февраля 1710 г. назначен начальником осадных укреплений Двинского фарватера г. Риги. Принимал непосредственное участие в переговорах с гарнизоном и администрацией Риги о капитуляции: 14.07.1710 года в ставке российской армии принял подписанный гр. Б. П. Шереметевым Акт о капитуляции Риги и в сопровождении полковника, графа П. П. Ласси, отвез его к командующему рижским гарнизоном ген.-лейтенанту графу Нильсу Штромбергу, после чего участвовал в принятии Риги под российское управление. После капитуляции рижского гарнизона служил в Риге на военно-административных должностях: с октября 1710 года назначен товарищем Лифляндского губернатора, обер-гофмейстера двора царевича Алексея Петровича, тайного советника, барона Г. И. Левенвольде; член и глава Комиссии для выявления выморочного имущества в Риге с 7 декабря 1710 по апрель 1711 года; обер-комендант г. Риги с 23 декабря 1710 по апрель 1711 года. Комиссия о выморочном имуществе обывателей Риги находилась в ведении гр. Б. П. Шереметева. Однако, непосредственным руководителем комиссии был Чириков, в подчинении которого служило более 10 чел. членов и служителей Рижского магистрата и разных должностных лиц местной администрации. Комиссия была создана для предотвращения разграбления и обеспечения в казну всех видов собственности умерших от чумы рижских обывателей, не оставивших наследников. При отъезде в Прутский поход, Чириков должен был передать обязанности по комиссии новому коменданту, ген.-майору Я. В. Полонскому, вступившему в должность не позднее мая 1711 года. Сохранились упоминания об аскетической жизни Чирикова в период рижской службы. В письме к ген.- поручику Я. В. Брюсу, командовавшего осадной артиллерией под Ригой, граф Б. П. Шереметев писал: «А мы здесь живем слава Богу: всё благополучно, только скучно. А Лука Чириков стал затворником: живёт один, ходит пеш, но всякий день помала питается былием и мало что он хлеба вкусит, а от мяс и рыбы лишился весьма» (3.08.1710). В январе 1711 года ген.-фельдмаршал граф Б. П. Шереметев просит генерал-адмирала графа Ф. М. Апраксина ходатайствовать перед Петром I об оставлении Чирикова при нём, в составе действующей армии, ибо «в нынешних так великих делах мне без него отнюдь пробыть невозможно, ибо никакого помощника, кроме его, в делах нет» (8.01.1711); ходатайство было удовлетворено, и в апреле 1711 года Чириков переводится в состав действующей армии.
Участник кампании Прутского похода (1711) русско-молдавской армии во время русско-турецкой войны 1710—1713: с оставлением в чине бригадира, с 24 июня 1711 назначен на ген.-майорскую должность в драгунскую дивизию ген.-фельдмаршала-лейтенанта Лебрехта Готфрида Януса фон Эберштедта, на место ген.-майора князя А. Г. Волконского, для похода в Мултянское княжество, поскольку «камандир Волконской глуп, а дела сие немалое»; 28 июня 1711 года в составе кавалерийского корпуса ген.-майора Карла Эвальда Рене отправлен под крепость Браилов для переговоров с мултянами (Мултянское княжество) о совместном выступлении против турок и для захвата провианта, приготовленного турками; в боях и при штурме Браилова (12—14 июля 1711 года), завершившихся капитуляцией турецкого гарнизона, за ген.-майора командовал сводным отрядом Московского и Рязанского драгунских полков в составе кавалерийского корпуса генерала Рене, в источниках также именуемого по своему командиру — эскадроном ген.-майора Л. С. Чирикова.  После заключения Прутского мирного договора (12.07.1711) о почётной капитуляции армии Петра I, попавшей в окружение под Новыми Станилештами, по приказу Петра I от 16.07.1711, корпус генерала Рене оставил захваченную крепость Браилов и соединился с основной армией, и 22 июля 1711 года русская армия переправилась через Днестр под Могилевом-Подольским на территорию Польши.
После поражения в кампании 1711 года русско-турецкой войны 1710—1713 годов, в результате которого были утрачены прежние достижения Петра I в борьбе за выход России к азово-черноморскому побережью, царь сосредоточил все силы на войне со шведами (Северной войне) и предпринял ряд военно-административных реформ по управлению армией и флотом.
С 31 июля 1711 года Чириков определён на должность обер-штер-кригс-комиссара учреждённого Кригс-комиссариата армии, с подчиненным аппаратом кригс-комиссаров, на место генерал-кригс-цалмейстера П. М. Бестужева (Бестужева-Рюмина), до Прутского похода возглавлявшего Генеральный комиссариат при кавалерии, и из действующей армии переведён в Москву; с 18 августа 1711 года из бригадиров пожалован в чин ген.-майора и с оставлением в звании обер-штер-кригс-комиссара назначен на должность товарища генерал-пленипотенциар-кригс-комиссара армии, сенатора, князя Якова Фёдоровича Долгорукова. Велено ему жить при канцелярии Кригс-комиссариата в Москве, а Правительствующему Сенату отвести под его житье двор в Москве. Однако, управлять интендантством действующей армии из Москвы было сложно, поэтому, по долгу службы, Чириков находился со своим комиссариатом (подчиненными комиссарами) на квартирах при действующей армии; в последующие годы он квартировал в Киеве, Нежине (10.05.1712), Чернигове (25.09.1712), Прилуках (19.03.1714), занимаясь расквартированием, штатами, снабжением и наведением порядка в действующей армии. Служил в этой должности до своей смерти 20 марта 1715 года. Являясь товарищем генерал-пленипотенциар-кригс-комиссара и будучи главным снабженцем сухопутной армии, выступал с докладами в Правительствующем Сенате о состоянии, комплектовании, штатах, квартирах, содержании, врачебной части и пр. в армии, в том числе составил новое расписание довольствия штатов действующей армии, утвержденное указом Петра I. После такого доклада перед Петром I, состоявшемся в Сенате 24 апреля 1713, в том чине и в той должности, с 26 апреля 1713 года был назначен полномочным послом русского посольства киевского губернатора князя Д. М. Голицына для переговоров о мире с Османской империей. Однако, посольство Голицына не производилось, в связи с отказом Турции от отправки армии к границам России и заключением 13.07.1713 Адрианопольского мирного договора, завершившего русско-турецкую войну 1710—1713 годов.